# Patrícia Freitas
Patrícia Dacosta Freitas (Washington, D.C., 10 de março de 1990) é uma velejadora brasileira nascida nos Estados Unidos.
Como uma das representantes do país nos Jogos Pan-americanos de 2011 em Guadalajara no México, ganhou a medalha de ouro na classe RS-X por antecipação.
Nos Jogos Pan-americamos de Toronto, a atleta defendeu seu título.
Patricia também participou dos Jogos Olímpicos da china, em 2008, terminando na décima oitava colocação. Nos Jogos de Londres, em 2012, a atleta conquistou a décima terceira  colocação. Nos Jogos do Rio, competindo onde mora há dez anos, a atleta chegou à oitava colocação, sendo o melhor resultado brasileiro em Jogos Olímpicos na categoria.
Além disso, a atleta também é integrante da Equipe Brasileira de Vela desde 2007, com importantes títulos em etapas da Copa do Mundo de Vela como o terceiro lugar na etapa de Hyeres, Franca, em 2015. No mesmo ano tambem  foi terceira colocada na Final da Copa do Mundo de Vela, em Abu Dhabi. Em 2017 foi quinta colocada na Etapa da Copa do Mundo de Vela em Hyeres, quinta colocada no Campeonato Europeu Open e campeã da Final da Copa do Mundo de Vela, mais uma vez por antecipação. É tri-campeã sul-americana e 10 vezes campeã brasileira.